# IC 3708
IC 3708 — галактика типу GxyP (частина галактики) у сузір'ї Діва.
Цей об'єкт міститься в оригінальній редакції індексного каталогу.